# 美国扁柏
美国扁柏（学名：Chamaecyparis lawsoniana）又稱美國檜、羅森檜、美洲花柏、羅氏扁柏、羅森氏扁柏、Port Orford Cedar，是柏科扁柏属的植物分布于美国加州及俄勒岡州沿岸地區。中国大陆的庐山、南京、杭州等地，目前已由人工引种栽培。